# Literaturjahr 1768
Liste der Literaturjahre

◄◄ | ◄ | 1764 | 1765 | 1766 | 1767 | Literaturjahr 1768 | 1769 | 1770 | 1771 | 1772 | ►

Weitere Ereignisse
Dieser Artikel behandelt das Literaturjahr 1768.

## Ereignisse

### Prosa
- 27. Februar: Der irisch-englische Autor Laurence Sterne veröffentlicht den Roman A Sentimental Journey Through France and Italy (Yoricks empfindsame Reise durch Frankreich und Italien). Der Roman bleibt unvollendet, da der Autor wenige Tage nach der Veröffentlichung der ersten Kapitel stirbt, bevor er seinen Roman abschließen kann.

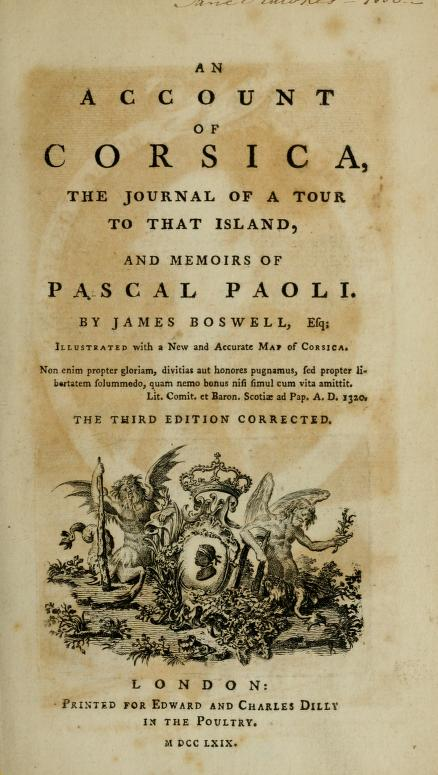
Titelseite der Erstausgabe

- James Boswell veröffentlicht An Account of Corsica, das er auf seiner Grand Tour besucht hat.

- Leonhard Eulers Lettres à une princesse d'Allemagne werden von der St. Petersburger Akademie im französischen Original veröffentlicht.

### Lyrik
- Christoph Martin Wieland veröffentlicht die philosophische Verserzählung Musarion beim Verlagsbuchhändler Reich in Leipzig, nachdem sein Verleger Geßner in Zürich den Text wegen befürchteter Schwierigkeiten mit der Zensur abgelehnt hat. Wieland kritisiert darin Schwärmerei und Dogmatismus und plädiert stattdessen – im Sinne der Aufklärung – für eine maßvolle, weltzugewandte Denk- und Lebensweise.

### Drama
- Nachdem sich Johann Wolfgang Goethe und Käthchen Schönkopf nach zweijähriger Beziehung im Frühjahr einvernehmlich getrennt haben, verfasst Goethe das Schäferspiel Die Laune des Verliebten. Im Juli erkrankt Goethe schwer, woraufhin er sein Studium in Leipzig abbricht und im August in sein Frankfurter Elternhaus zurückkehrt, wo er sich unter dem Einfluss der Herrnhuter Stiftsdame Susanne von Klettenberg, einer Freundin seiner Mutter, intensiv mit Religion und Mystik beschäftigt. Im November beginnt er mit der Arbeit an seinem ersten Lustspiel Die Mitschuldigen.
- Die Tragödie Ugolino, Hauptwerk von Heinrich Wilhelm von Gerstenberg, wird anonym veröffentlicht. Die Uraufführung erfolgt ein Jahr später.

### Enzyklopädien
- 6. Dezember: William Smellie gibt in Edinburgh die erste Lieferung der ersten Ausgabe der Encyclopædia Britannica heraus. Von nun an erscheinen wöchentlich Lieferungen dieses Produkts der Schottischen Aufklärung.

- Denis Diderot und Louis de Jaucourt veröffentlichen den fünften Tafelband der Encyclopédie.

### Sonstiges

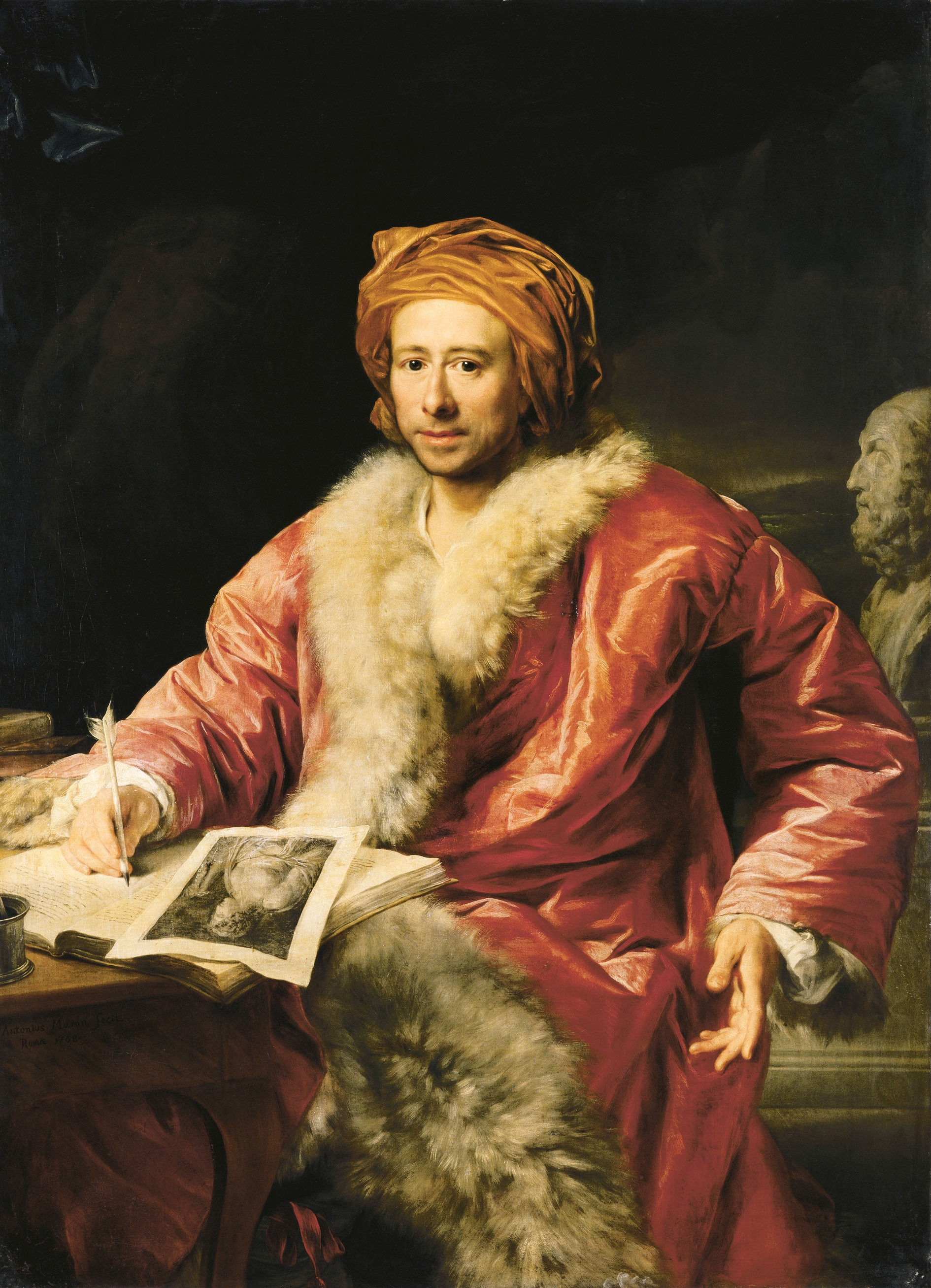
Johann Joachim Winckelmann (Anton von Maron 1768)

- Der in Rom lebende deutsche Archäologe und Kunstschriftsteller Johann Joachim Winckelmann tritt zusammen mit dem Bildhauer Bartolomeo Cavaceppi eine Reise an, die ihn zu alten und neuen Freunden in seiner Heimat führen soll. Eine Krankheit und die Beschwerlichkeiten der Reise führen jedoch zu einem melancholischen Anfall, der ihn die Reise bereits in Regensburg abbrechen lässt. Auf dem Rückweg besucht er Wien und wird von Kaiserin Maria Theresia empfangen. Von ihr erhält er vier Gold- und Silbermedaillen für seine wissenschaftlichen Verdienste. Nach einer weiteren Fiebererkrankung setzt er die Rückreise fort. In Triest macht er im Hotel Locanda Grande Station, wo er auf den vorbestraften Koch Francesco Arcangeli trifft. Am Morgen des 8. Juni versucht Arcangeli, Winckelmann mit einem Strick zu erdrosseln und die Münzen zu rauben. Als dies nicht gelingt, sticht er mit einem Messer auf ihn ein. Winckelmann verblutet sechs Stunden nach dem Anschlag, kann jedoch noch umfangreiche Angaben zum Geschehen machen. Arcangeli wird zum Tod durch Rädern verurteilt, nachdem ihm der Mord nachgewiesen worden ist.

- In London wird die Verlagsbuchhandlung John Murray gegründet.

## Geboren
- 25. Januar: Justus Erich Walbaum, deutscher Typograf, Schriftgießer und Stempelschneider († 1839)
- 12. Februar: Joseph von Hazzi, bayerischer Finanzbeamter und Schriftsteller über Forstwesen, Landwirtschaft und Statistik († 1845)
- 14. Februar: Paul Usteri, Schweizer Publizist und Politiker († 1831)

- 4. März: Johann Friedrich Kind, deutscher Schriftsteller († 1843)
- 15. März: Maria Anna Czartoryska, polnische Schriftstellerin († 1854)
- 27. März: Joseph Schreyvogel, österreichischer Schriftsteller († 1832)

- 25. Mai: Kagawa Kageki, japanischer Tanka-Dichter († 1843)
- 12. Juni: Johann Gottfried Pahl, württembergischer Autor, Geistlicher und Politiker († 1839)

- 18. Juli: Jean-Robert Argand, schweizerischer Buchhändler und Amateurmathematiker († 1822)
- 28. Juli: Henriette Frölich, deutsche Schriftstellerin († 1833)
- 15. August: Christoph von Schmid, deutscher Dichter und Jugendbuchautor († 1854)
- 24. August: Julius von Voß, deutscher Schriftsteller († 1832)

- 4. September: François-René de Chateaubriand, französischer Schriftsteller und Diplomat († 1848)
- 28. Oktober: Johannes Daniel Falk, preußischer Theologe und Schriftsteller († 1826)
- 28. Oktober: Wilhelmine von Gersdorff, deutsche Adelige und Schriftstellerin († 1847)

- 18. November: Zacharias Werner, deutscher Dramatiker († 1823)
- 21. November: Friedrich Schleiermacher, deutscher evangelischer Theologe, Altphilologe, Philosoph, Publizist, Staatstheoretiker, Kirchenpolitiker und Pädagoge († 1834)
- 24. November: Georg Friedrich Rebmann, deutscher Publizist († 1824)

- Christlieb Georg Heinrich Arresto, deutscher Schauspieler und Dichter († 1817)

## Gestorben
- 18. März: Laurence Sterne, britischer Schriftsteller (* 1713)
- 9. April: Sarah Fielding, englische Schriftstellerin und Übersetzerin (* 1710)

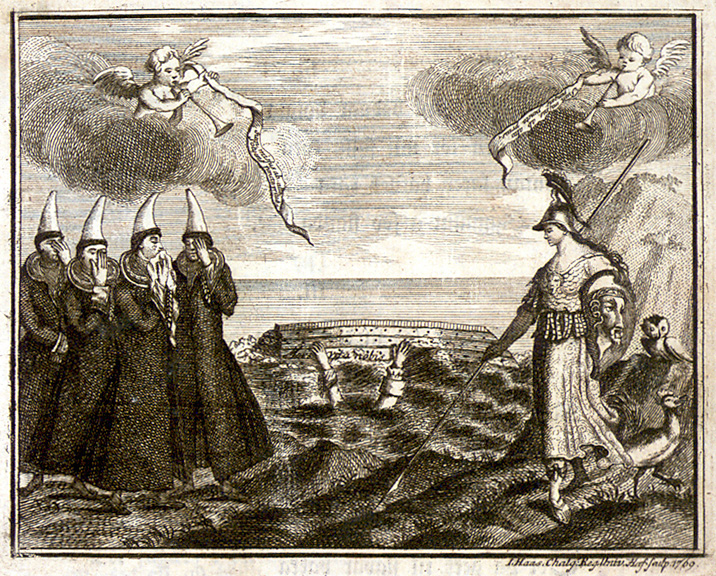
Der Tod von Eggert Ólafsson, Kupferstich von Jonas Haas, veröffentlicht im Jahr 1769 in Ólafur Ólafssons Drauma diktur um søknud og sorglegan missir þess Havitra, Gøfuga og Goda Manns Herra Eggerts Olafssonar, Vice-Løgmanns sunnan og austan a Islande a samt Hans dygdum pryddar Konu Frur Ingibjargar Gudmunds Dottur

- 30. Mai: Eggert Ólafsson, isländischer Dichter, Naturforscher, Philologe, Archäologe, Ökonom und Historiker (* 1726)

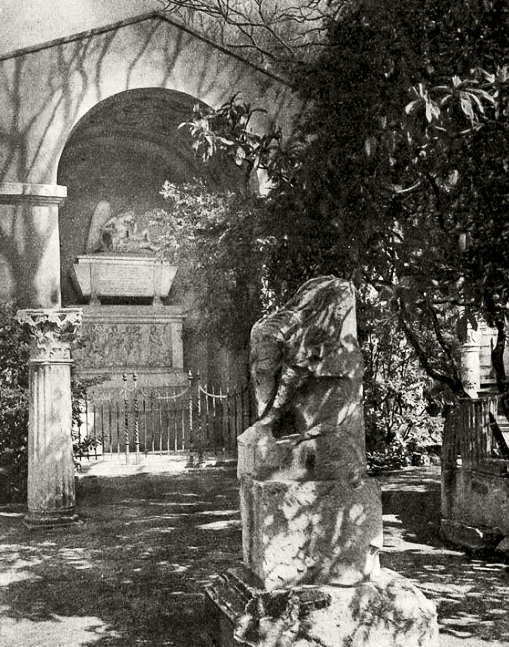
Johann Joachim Winckelmann Grab auf dem Friedhof der Kathedrale San Giusto in Triest

- 8. Juni: Johann Joachim Winckelmann, deutscher Archäologe und Kunstschriftsteller (* 1717)

- 4. Juli: Willem van Haren, niederländischer Dichter und Staatsmann (* 1710)
- 30. Juli: Giorgio Baffo, italienischer Jurist und Dichter (* 1694)
- 20. August: Joseph Spence, englischer Historiker, Gartenarchitekt und Literat (* 1699)
- 10. November: Johann Jacob Leu, Schweizer Enzyklopädist, Bürgermeister von Zürich und Bankier (* 1689)